# Попов Олександр Васильович (селекціонер)
Олекса́ндр Васи́льович Попо́в — український науковець-селекціонер в царині виведення нових сортів буряків, лауреат Ленінської премії 1960 року.

## Короткий життєпис
Народився в селі Знаменське (Великий Буртас) Керенського повіту Пензенської губернії, окрім нього, у батьків було іще десять дітей.
1921 року закінчує Єдину трудову школу в Керенську. По тому подався до Пензи з наміром поступити на навчання в школі садівництва. Однак того ж року здав документи до Воронезького сільськогосподарського інституту. Навчання закінчив 1926 року, трудову діяльність розпочав на Рамонській дослідно-селекційній станції під орудою академіків та А. Л. Мазлумова І. В. Якушкіна. На Рамонській селекційній станції працював до 1940 року, коли перейшов старшим спеціалістом по селекції цукрового буряка до Уладівської селекційної станції.

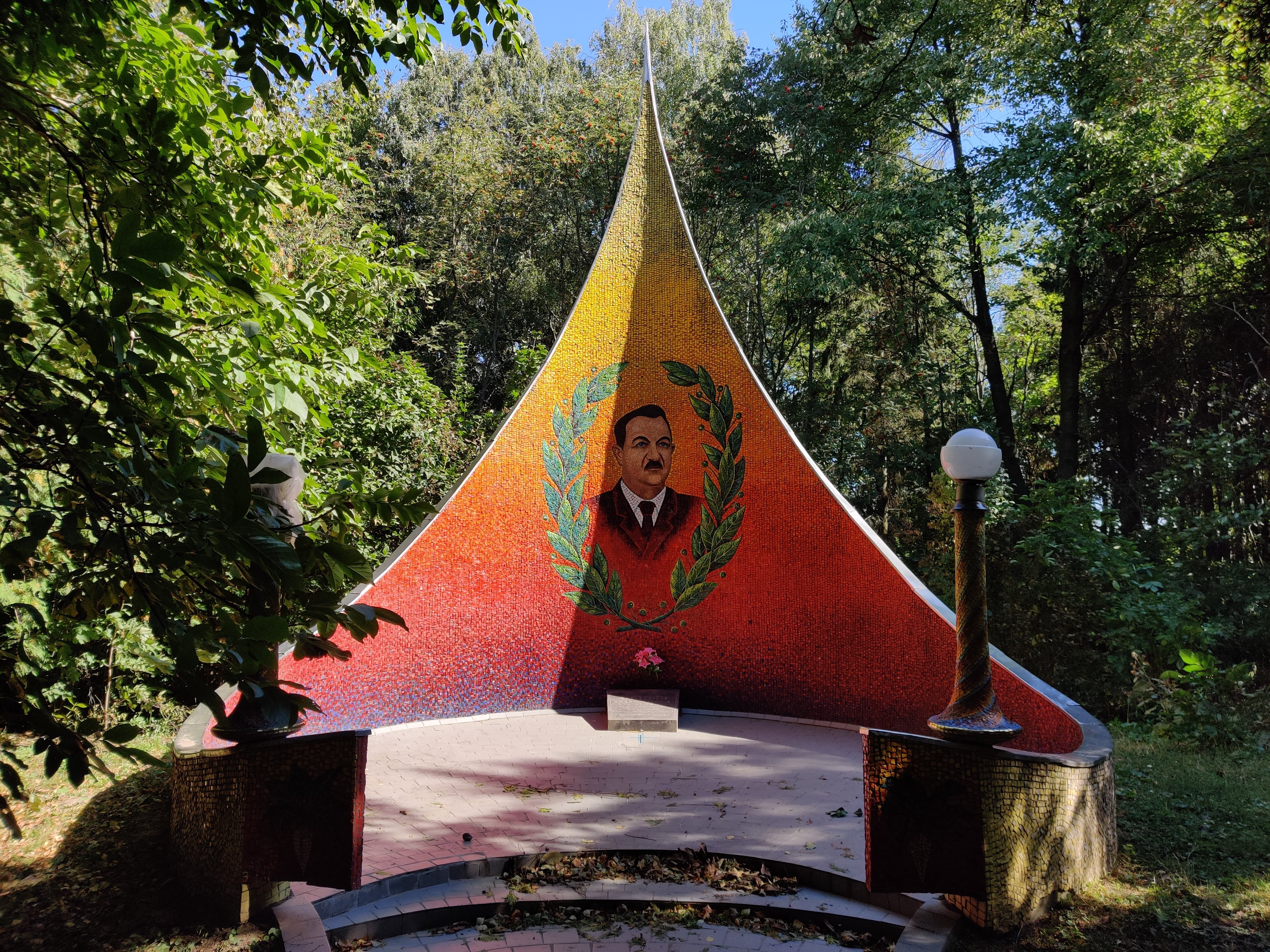
Пам'ятна стела

На початку липня 1941-го з родиною та співробітниками евакуйований до Киргизької РСР — Новотроїцький цукрокомбінат Фрунзенського району.
З січня 1945 року працює на Ялтушківському селекційному пункті (Вінницька область) — завідувач відділу селекції цукрового буряка.
Один із колективу селекціонерів, котрі вперше в світі створили однонасінну форму цукрових буряків та довели її до виробничого використання.
В 1955 році колективом виведено новий сорт насіння цукрових буряків — Ялтушківський одноростковий 2; районований 1958 року.
Гібрид створений схрещуванням 83 % Ялтушківського однонасінного і 17 % багатонасінного сорту Рамонський 06, районований 1960 року — співавтори О. В. Попов, О. К. Коломієць, І. Ф. Бузанов, В. П. Зосимович, М. Г. Бордонос і Г. С. Мокан.
Загалом вивів 8 сортів цукрового буряка.
Усі нові методи в селекції, запропоновані Поповим, в наш час широко застосовуються і звуться методи Попова.
Опубліковано його 12 наукових робіт, серед них:
- Попов О.В. Однонасінний цукровий буряк = Односемянная сахарная свекла // Бюллетень научно-технической информации ВНИС. — Київ, 1956. — № 2.
- Однонасінний цукровий буряк в СРСР = Односемянная сахарная свекла в СССР / Орловский Н.И., Коломиец O.K., Попов А.В. // Сборник научных трудов по селекции, агротехнике, механизации и защите растений сахарной свеклы и других культур. — Київ : ВНИС, 1958. — Т. 38. — С. 5—20.